# Un popolo in ginocchio
Un popolo in ginocchio (Massacre) è un film del 1934 diretto da Alan Crosland.

## Trama
L'indiano Sioux Joe Thunderhorse, dopo anni di assenza, torna a casa e scopre che suo padre sta morendo e la sua gente è maltrattata da funzionari bianchi corrotti.